# Myrmicaria anomala
Myrmicaria anomala är en myrart som beskrevs av Arnold 1960. Myrmicaria anomala ingår i släktet Myrmicaria och familjen myror. Inga underarter finns listade i Catalogue of Life.